# 日産プリンス神奈川販売
日産神奈川販売株式会社（にっさんかながわはんばい）とは、神奈川県横浜市に本社を置く日産自動車の販売会社である。1989年に日産プリンス神奈川販売は日産チェリー神奈川販売と合併、2000年に日産プリンス相模販売（旧日産チェリー相模原販売）と合併、2005年に日産サティオ神奈川（旧日産サニー神奈川販売）と合併、2024年に神奈川日産自動車（旧横浜日産モーターが旧神奈川日産自動車と合併）と合併し、日産プリンス神奈川販売株式会社は日産神奈川販売株式会社に社名を変更した。日産神奈川販売本社は旧「日産プリンス神奈川」の本社社屋を使用している。
ルノーの販売はフランス・モーターズ設立当初から行っており、首都圏で一番長い歴史をもっている。

## 沿革
- 1972年（昭和47年）
  - 8月21日 - 初代会社設立
  - 10月1日 - 日産プリンス京浜販売株式会社・日産プリンス横浜販売株式会社・日産プリンス湘南販売株式会社を合併。
- 1989年（平成元年）10月 - 日産チェリー神奈川販売株式会社を合併。
- 2000年（平成12年）3月31日 - 日産プリンス相模販売株式会社を合併。
- 2005年（平成17年）4月 - 株式会社日産サティオ神奈川に合併。（2代目）日産プリンス神奈川販売株式会社に商号変更。
- 2006年（平成18年）4月3日 - 販売事業を新設の（3代目）日産プリンス神奈川販売株式会社に分割。2代目会社は商号を日産プリンス神奈川資産管理株式会社に変更。
- 2022年（令和4年）9月1日 - エフ・ジー・ジェイ株式会社を合併。
- 2024年（令和6年）4月1日 - 神奈川日産自動車株式会社を合併。商号を日産神奈川販売株式会社に変更。

## 事業所
- 綱島店
  - 横浜市鶴見区駒岡5-3-31
- 鶴見店
  - 横浜市鶴見区鶴見中央3-9-5
- フリート営業部
  - 横浜市神奈川区東神奈川2-45-3
- 子安店
  - 横浜市神奈川区新子安1-33
- 東神奈川店
  - 横浜市神奈川区東神奈川2-47-7
- 中店
  - 横浜市中区千歳町2-8
- 保土ヶ谷店
  - 横浜市保土ヶ谷区和田1-7-24
- 磯子杉田店
  - 横浜市磯子区中原2-3-27
- ファーレ金沢店
  - 横浜市金沢区六浦1-15-4
- 金沢店
  - 横浜市金沢区六浦1-17-22
- 港北新羽店
  - 横浜市港北区新羽町1684
- 日吉店
  - 横浜市港北区箕輪町2-5-2
- 戸塚マイカーセンター
  - 横浜市戸塚区汲沢2-1-1
- 戸塚下倉田店
  - 横浜市戸塚区下倉田町74-1
- 戸塚店
  - 横浜市戸塚区前田町79
- 戸塚踊場店
  - 戸塚区汲沢2-1-1 （日産重工業戸塚工場 跡地）
- 港南店
  - 横浜市港南区日野南2-20-32
- 上大岡店
  - 横浜市港南区最戸1-6-2
- 日野店
  - 横浜市港南区日野南5-1-9
- 旭鶴ヶ峰店
  - 横浜市旭区鶴ヶ峰本町1-25-1
- 旭白根店
  - 横浜市旭区白根町2-1-1
- 二俣川店
  - 横浜市旭区さちが丘45-6
- 中山店
  - 横浜市緑区白山2-40-9
- 長津田店
  - 横浜市緑区長津田町1374
- 瀬谷二ツ橋店
  - 横浜市瀬谷区二ツ橋町160
- 東名横浜中古車センター
  - 横浜市瀬谷区北町33-1
- 南戸塚金井店
  - 横浜市栄区金井町287-3
- いずみ野店
  - 横浜市泉区和泉町5732-1
- 山手台店
  - 横浜市泉区領家2-13-1
- あざみ野店
  - 横浜市青葉区あざみ野南2-11-22
- しらとり台店
  - 横浜市青葉区しらとり台18-2
- 港北ニュータウン北店
  - 横浜市都筑区南山田1-1-28
- 港北都筑インター店
  - 横浜市都筑区早渕1-1-18
- 川崎店
  - 川崎市川崎区港町12-2
- 川崎幸店
  - 川崎市幸区小向西町4-103
- 南加瀬店
  - 川崎市幸区南加瀬4-12-29
- 中原店
  - 川崎市中原区上小田中6-16-2
- 野川店
  - 川崎市高津区野川3614-1
- 多摩登戸店
  - 川崎市多摩区登戸1766
- 登戸長尾店
  - 川崎市多摩区長尾1-1-10
- 宮前店
  - 川崎市宮前区馬絹586
- 麻生柿生店
  - 川崎市麻生区上麻生7-43-18
- 横須賀佐原店
  - 横須賀市佐原2-2-3
- 横須賀池田店
  - 横須賀市池田町4-5-13
- 横須賀中古車センター
  - 横須賀市佐原3-2-5
- 武山店
  - 横須賀市林2-10-20
- 平塚旭店
  - 平塚市根坂間266-1
- 平塚田村中古車センター
  - 平塚市田村6-20-14
- 平塚田村店
  - 平塚市田村5-11-13
- 大船店
  - 鎌倉市小袋谷1-9-41
- 湘南台中古車センター
  - 藤沢市湘南台1-21-8
- 長後店
  - 藤沢市高倉891-1
- 藤沢店
  - 藤沢市辻堂太平台2-13-26
- 小田原店
  - 小田原市扇町5-16-10
- 逗子店
  - 逗子市逗子1-11-21
- 橋本店
  - 相模原市緑区西橋本1-1-7
- 相模原ジャンボ中古車センター
  - 相模原市中央区由野台2-33-1
- 相模原店
  - 相模原市中央区由野台1-1-27
- 田名上溝店
  - 相模原市中央区田名4073
- 秦野中古車センター
  - 秦野市平沢271
- 秦野店
  - 秦野市平沢271
- 厚木荻野店
  - 厚木市下荻野1069-1
- 厚木店
  - 厚木市船子49
- 大和鶴間店
  - 大和市下鶴間2831-1
- 伊勢原店
  - 伊勢原市板戸266-1
- 海老名店
  - 海老名市上郷1-11-22
- 座間店
  - 座間市入谷2-748
- 寒川店
  - 高座郡寒川町岡田6-6-2
- 開成店
  - 足柄上郡開成町牛島174-1

## 神奈川県内の他日産車販売店
- 神奈川日産自動車
- 日産サティオ湘南